# Harry Brearley

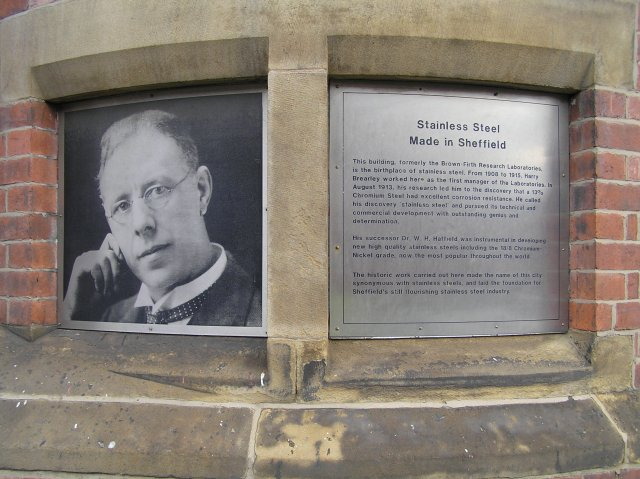
Monument över Brearley

Harry Brearley, född 18 februari 1871 i Sheffield, Storbritannien och död 12 augusti 1948 i Torquay, var uppfinnare av rostfritt stål.

## Bakgrund
Breadley föddes som son till en stålarbetare och han slutade skolan vid 12 års ålder för att arbeta i ett av Sheffields stålverk. Han befordrades snart till förste assistent i företagets kemilaboratorium. Brearley stannade kvar på den posten under flera år och strax efter att han fyllt trettio hade han förtjänat sig ett rykte som en skarpsinnig problemlösare inom praktiska, industriella och metallurgiska problem. År 1908 beslutade sig två av Sheffields ståltillverkare att gå ihop för att bekosta ett gemensamt laboratorium (Brown Firth Laboratories) och Harry Brearley blev tillfrågad att leda projektet.

## Framställandet av rostfritt stål
Under åren direkt före första världskriget ökade vapentillverkningen lavinartat i Storbritannien men praktiska problem uppstod i form av rostangrepp i eldrören på kanonerna. Brearley började forska för att hitta ett stål som skulle motstå rosten orsakad av de höga temperaturerna. Han började med att undersöka vad tillsatsen av krom skulle åstadkomma. Det visade sig att det nya kromstålet var mycket motståndskraftigt mot angrepp från kemikalier och värme.
Det var antagligen tack vare att Brearley växte upp i Sheffield, en stad som länge tillverkat bestick, som han kom att inse alla användningsområden för sin nya upptäckt. Inte bara som ett stål som tålde värme utan som ett stål att användas inom massproduktion av bestick, kastruller och liknande. Med detta i åtanke utökade han sina tester till syror som finns i mat, med väldigt lovande resultat. Det rapporterades att det första rostfria stålet tillverkades av Harry Brearley den 13 augusti 1913. För sin upptäckt belönades han med Iron and Steel Institutes guldmedalj år 1920.
Nästan all forskning avstannade vid utbrottet av första världskriget men återupptogs under 1920-talet. Trots att Harry Brearley lämnat Brown Firth Laboratories år 1915 på grund av ett bråk angående patent fortsatte hans efterträdare, W.H. Hatfield, arbetet. Det var han som tog fram den mest använda legeringen som kallas "18/8". Förutom krom tillsatte Hatfield nickel.